# جامعة كارلسروه للعلوم التطبيقية
جامعة كارلسروه للعلوم التطبيقية (بالألمانية: Hochschule Karlsruhe)، هي جامعة للعلوم التطبيقية في كارلسروه، وتُعرف اختصارًا بجامعة كارلسروِه (HKA)، وسابقًا "FH Karlsruhe"،  وهي أكبر جامعة للعلوم التطبيقية في ولاية بادن فورتمبيرغ، وتقدم برامج دراسية أكاديمية ومهنية للتعليم العالي في العلوم الهندسية والعلوم الطبيعية والأعمال. نظرًا لتركُّز معاهد ومراكز البحوث والجامعات في كارلسروه وحولها، فإن هذه الجامعة التكنولوجية تقدم مجموعة واسعة من البرامج الدراسية في الحرم الجامعي وتحظى باحترام في القطاع الصناعي والأوساط الأكاديمية.
صُنِّفَت من بين أفضل جامعات العلوم التطبيقية في ألمانيا ذات البرامج الدراسية القوية وبشكل خاص في مجالات الهندسة الميكانيكية والكهربائية وتكنولوجيا المعلومات والهندسة المرتبطة بقطاع الأعمال.

## خلفية تاريخية

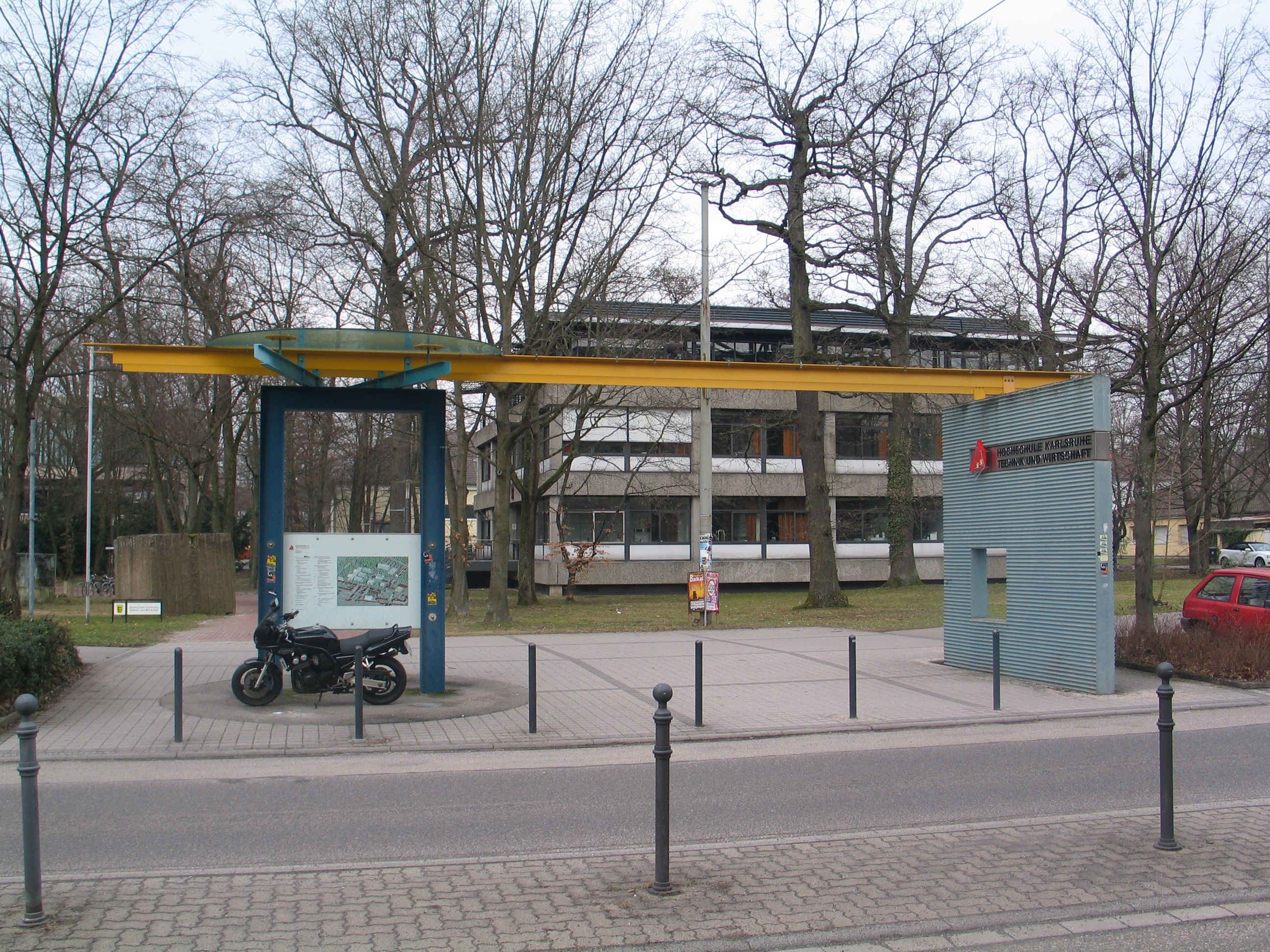
المدخل الرئيسي لجامعة كارلسروه للعلوم التطبيقية

للجامعة تاريخ عريق في التعليم الأكاديمي المرتبط بالتعليم التقني، حيث تعود جذور الجامعة إلى عام 1878م وتأسيس السابقة لها، مدرسة غراند دوقية (الدوقية الكبرى) للبناء. في العام 1971م أصبحت جامعة العلوم التطبيقية (بوليتكنيك كارلسروه FH-Karlsruhe)، وكانت حينها نوع جديد من مؤسسات التعليم العام العالي التي تم إنشاؤها بهدف محدد من أجل تضييق الفجوة بين العالم النظري والعالم الصناعي. حصلت الجامعة على شكلها الحالي ورُفعت إلى مرتبة (جامعة) من قبل ولاية بادن فورتمبيرغ.
وفيما يلي ملخص للتطور التاريخي للجامعة منذ تأسيسها كمدرسة حتى أصبحت من أرقى وأقوى الجامعات التطبيقية في ولاية بادن فورتمبيرغ خصوصا وألمانيا عمومًا:
1878: تأسست كمدرسة باسم مدرسة دوقية بادن الأكبر (مدرسة بادن غراند دوق) للبناء.
1919: مدرسة بادن الفنية العليا (الكلية التقنية الحكومية).
1963: مدرسة كارلسروه الحكومية للهندسة.
1971: جامعة كارلسروه للعلوم التطبيقية (Fh-Karlsruhe) 1995: جامعة كارلسروه للعلوم التطبيقية - الجامعة التكنولوجية.
2003: جامعة كارلسروه للعلوم التطبيقية - جامعة التكنولوجيا والاقتصاد.
2005: جامعة كارلسروه - للتكنولوجيا والاقتصاد.
2021: جامعة كارلسروه (جامعة كارلسروه للعلوم التطبيقية).

## التعليم والبحث
تُقدَّم في الوقت الحاضر مجموعة متنوعة من برامج الدرجات العلمية، خاصة في المجالات الهندسية. في عام 1998م، التحق بالجامعة ما يقرب من 4500 طالب وطالبة. في الفصل الدراسي الشتوي 2004/2005م، استطاعت الجامعة أن تستقبل أكثر من 6000 طالب يدرسهم أكثر من 150 عضو هيئة تدريس بدوام كامل و 300 عضو هيئة تدريس بدوام جزئي، ويدعم عملهم حوالي 200 موظف فني وإداري.
واستنادًا لبيانات 2013م، ارتفع عدد الطلبة الملتحقين بالجامعة إلى حوالي 8000 طالب وطالبة، يقوم بتدريسهم درسهم أكثر من 190 عضو هيئة تدريس بدوام كامل و 17 عضو هيئة تدريس بدوام جزئي ومعهم حوالي 390 عضو هيئة تدريس مساعد، فيما بلغ عدد الطاقم الإداري للجامعة 452 موظف وإداري. كما يوجد بالجامعة 8 مراكز ومعاهد للبحوث، منها 2 على المستوى المركزي و6 تتبع الكليات. كما تشير الاحصاءات أن ميزانية الجامعة بلغت في العام 2013م 15.3 مليون يورو، منها 4.1 مليون يورو مخصصة للبحوث مقدمة من مؤسسات خارج الجامعة داعمة للبحوث.

## التعاون الأكاديمي
- معهد فيلور للتكنولوجيا، الهند
- جامعة ماليزيا بهنغ، ماليزيا - تعاون لتقديم بكالوريوس هندسة الميكاترونكس وبكالوريوس هندسة السيارات

## التعاون البحثي التطبيقي
كمشروع فرعي لمشروع (بالإنجليزية: efeuCampus)‏ الممول من قبل الاتحاد الأوروبي وولاية بادن فورتمبيرغ، بدأت جامعة كارلسروه للعلوم التطبيقية كمركز ابتكار لوجستيات الشحن المستقلة والحضرية لشركة (بالإنجليزية: efeuCampus Bruchsal GmbH)‏ في معهد التنقل الموفر للطاقة ويرمز له أختصاراً (IEEM) في سبتمبر 2019م. تعمل الجامعة على تطوير قاعدة بيانات المعرفة وترافق المشروع بشكل علني.

## الكليات والأقسام[14]
يوجد بالجامعة 6 كليات و 29 قسم علمي، وهي كما يلي:
- كلية العمارة والهندسة المدنية وأقسامها:
  - هندسة معمارية
  - هندسة مدنية
  - إدارة الإنشاءات
  - الهندسة المدنية البيئية
  - برنامج درجة ثلاثي الجنسيات في الهندسة المدنية
- كلية العلوم الإدارية والهندسة وأقسامها:
  - إدارة الأعمال والهندسة
  - إدارة أعمال دولية
  - ماجستير الروبوتات والذكاء الاصطناعي في الإنتاج
  - تكنولوجيا ريادة الأعمال
  - ماجستير ثلاثي القارات في الدراسات العالمية
- كلية علوم الحاسوب ونظم معلومات الأعمال وأقسامها:
  - نظم معلومات الأعمال
  - علوم الحاسوب
  - علوم الحاسوب والوسائط
  - علم البيانات
  - أعمال تكنولوجيا المعلومات الدولية
- كلية الهندسة الميكانيكية والميكاترونكس واقسامها:
  - هندسة السيارات
  - إتقان الروبوتات والذكاء الاصطناعي في الإنتاج
  - هندسة ميكانيكية
  - أنظمة الميكاترونيك والميكاترونيك الدقيقة
  - ميكاترونكس
- كلية الهندسة الكهربائية وتكنولوجيا المعلومات واقسامها:
  - الهندسة الكهربائية وتكنولوجيا المعلومات
  - النقل الكهربائي والأنظمة الذاتية
  - الأجهزة البيئية
  - الأتمتة الصناعية
  - تكنولوجيا المعلومات
  - إتقان الروبوتات والذكاء الاصطناعي في الإنتاج
  - هندسة القوى والطاقة المتجددة
  - تكنولوجيا أنظمة الاستشعار
  - تقنية الاستشعار

## روابط خارجية
- جامعة كارلسروه الصفحة الرئيسية للعلوم التطبيقية